# ایمی پوند
امیلیا جسیکا "ایمی پوند" شخصیتی تخیلی است که توسط کارن گیلان در مجموعهٔ تلویزیونی علمی–تخیلی بریتانیایی دکتر هو به تصویر کشیده شده است. امی یکی از همراهان شخصیت اصلی سریال است که در کنار یازدهمین دکتر (مت اسمیت) ایفا نقش می‌کند. او از سال ۲۰۱۰ (سری پنجم) تا سال ۲۰۱۲ (اواسط سری هفتم) این نقش را به عهده داشت.

ثمرهٔ ازدواج این شخصیت با روری ویلیامز (آرتور دارویل) در سری ششم، دخترشان ملودی پاند است که مشخص می‌شود شخصیت تکراری از سری چهارم، ریور سانگ (الکس کینگستون) است.

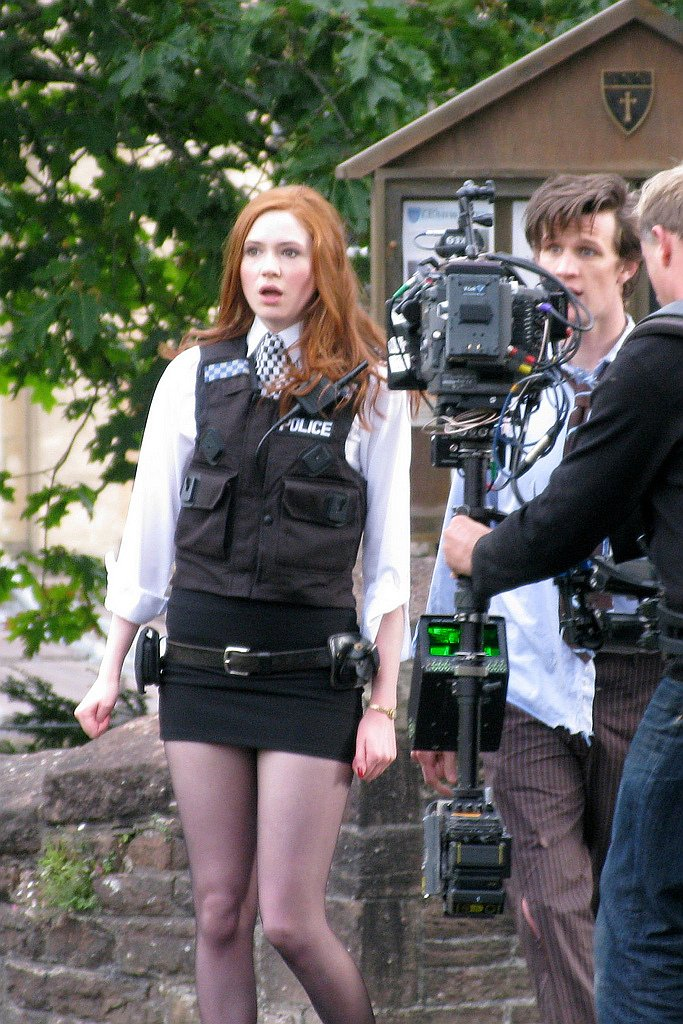
ایمی پوند